# Алдинци
Алдинци (мкд. Алдинци) су насеље у Северној Македонији, у северном делу државе. Алдинци припадају општини Студеничани, која окупља јужна предграђа Града Скопља.

## Географија
Алдинци су смештени у северном делу Северне Македоније. Од најближег већег града, Скопља, насеље је удаљено 45 km југоисточно.
Насеље Алдинци је у оквиру историјске области Торбешија, која се обухвата јужни обод Скопског поља. Насеље је смештено на североисточним висовима планине Караџице. Југоисточно се издиже планина Голешница. Ниже села налази се извор Кадине реке. Надморска висина насеља је приближно 1.220 метара.
Месна клима је планинска због знатне надморске висине.

## Становништво
Алдинци су према последњем попису из 2002. године имали 3 становника.
Претежно становништво у насељу су Албанци (100%).
Већинска вероисповест је ислам.